# Dimitrie Ghica

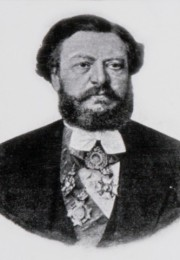
Dimitrie Ghica

Dimitrie Ghica (?, 31 mei 1816 – Boekarest, 15 februari 1897) was een Roemeense politicus van de Conservatieve Partij. Op 16 november 1868 werd hij premier van Roemenië. Dit bleef hij zijn tot 1870.
Dimitrie kwam uit de Familie Ghica, en was de zoon van de Walachijse vorst Grigore Dimitrie Ghica en van Grigores eerste vrouw Maria Hangerly. Dimitrie Ghica trouwde met Charlotte Duprond met wie hij twee dochters kreeg, Maria en Iza.